# 173 Pułk Piechoty (Imperium Rosyjskie)
173 pułk piechoty (ros. 173-й пехотный Каменецкий полк) – oddział piechoty armii Imperium Rosyjskiego.

## Charakterystyka
Sformowany w 1811. Stacjonował między innymi w m. Kursk.

 W przededniu I wojny światowej pułk etatowo posiadał cztery bataliony po cztery kompanie oraz kompanię tyłową. Kompania piechoty czasu wojny liczyła około 240 żołnierzy i 4–5 oficerów. Na szczeblu pułku występował także pododdział karabinów maszynowych (8 km), łączności (w tym 14 konnych gońców i 21 telefonistów) i zwiadowczy (64 zwiadowców, w tym 4 kolarzy). W sumie pułk liczył około 4000 żołnierzy.

W  lipcu 1914, na bazie zalążków wydzielonych z pułku, w ramach 2 fali mobilizacyjnej, sformowany został rezerwowy 313 pułk piechoty.

173 pułk piechoty rozformowany został w 1918.

## Podporządkowanie
Lipiec 1914:
- 21 Korpus Armijny – Kijów[8]
  - 44 Dywizja Piechoty – Kursk
    - 1 Brygada Piechoty – Kursk
      - 173 pułk piechoty – Kursk